# 데라오 사토루
데라오 사토루(일본어: 寺尾 悟, てらお さとる, 1975년 7월 25일~)는 일본의 쇼트트랙 선수이다.
그는 어릴 때부터 스케이트 선수로 활동했다. 1994년 동계 올림픽 1000m에서 4위에 올랐으며, 쇼트트랙 세계 선수권 대회 계주에서 금메달을 땄다. 1999년 쇼트트랙 세계 선수권 대회 1000m에서 금메달을 획득하는 등 1990년대 중후반과 2000년대 전반 일본을 대표하는 쇼트트랙 선수로 이름을 알렸다.
그는 2002년 동계 올림픽에서도 기대를 모았으나 1000m 준결승에서 석연치 않은 판정으로 실격당했다. 일본 선수단은 이에 대해 정식으로 항의했으나 국제 빙상 연맹은 이를 묵살했고 선수단이 다시 항의하자 국제 빙상 연맹은 심판진의 대응에 문제가 있었음을 시인하고 일본 선수단에 공식사과했다. 그러나 재경기가 실시되거나 그의 실격이 무효화되지는 않았다.
그 후 데라오는 2006년 동계 올림픽에도 출전했지만 500m에서 6위에 올랐으며, 2010년 동계 올림픽에서도 출전하려고 했지만 끝내 대표로 선발되지 못했다.